# Galatro
Gàlatro ([ˈɡalatro]; Gàlatron, Galotyrio in greco-calabro) è un comune italiano di 1 385 abitanti della città metropolitana di Reggio Calabria in Calabria.

## Geografia fisica
Il paese si trova sulle ultime pendici terrazzate delle Serre Calabre sud occidentali, ai confini della piana di Gioia Tauro, alla confluenza dei fiumi Fermano e Metramo. Quest'ultimo lo divide nei due nuclei di Magenta e Montebello, in una vallata ad est di Feroleto e Plaesano.

## Origini del nome
Il toponimo "Galatro" deriva probabilmente dal greco antico gàlatron, γάλατρον, col significato di pendio, burrone.

## Storia
Paese antico e in passato rilevante dal punto di vista delle strutture ed attività religiose, nel Medioevo Galatro crebbe grazie all'arrivo dei profughi delle città vicine, specie quelle costiere, insidiati dai continui attacchi dei pirati saraceni. 
Secondo la tradizione, nel 1075 giunsero in città i monaci basiliani che fondarono un importante monastero dedicato a Sant'Elia in quanto, si narra, vi fosse custodito il corpo del Santo. Ed è sempre ai monaci che si deve la scoperta delle fonti termali del Monte Livia, acque sulfuree dalle eccellenti proprietà curative che alimentano ancora oggi le Terme di Galatro, poste a 186 metri sul livello del mare, particolarmente rinomate.
Noto per l'abilità dei suoi artigiani, l'attuale centro abitato fu ricostruito dopo il terremoto del 1783 a quota 158 m s.l.m.

## Monumenti e luoghi d'interesse

### Architetture religiose
Tra le attrazioni culturali c'è da menzionare la chiesa di San Nicola, all'interno della quale si trovano un altare con statue di inizio Cinquecento attribuite alla scuola del Gagini ed una statua marmorea di San Nicola risalente al XV secolo. La chiesa ricostruita prendeva il nome di chiesa succursale, si trovava nella parte alta di Galatro, e dopo la devastazione di innumerevoli terremoti (con il denaro della Signora Deodato con contratto rogato dal Notaio Marcantonio Morano) furono ricostruiti la facciata e parte di muri perimetrali e abbellimenti interni che ancora si conservano nei disegni allegati al contratto del 1828. Lo scultore che fece il San Nicola fu Domenico De Lorenzo. La chiesa principale si trovava sulle sponde del fiume Metramo e ad ogni stagione invernale un pezzo di chiesa veniva portato via dal fiume che inondava ad ogni inverno. Dall'altro lato del fiume la chiesa della Madonna della Montagna, i lavori in stucchi furono eseguiti da Francesco Morani di Polistena nel 1841.
A Cubasina si trovano inoltre i resti del monastero di Sant'Elia, di fondazione basiliana. Abbandonato una prima volta nel XIV secolo, il monastero passò poi ai frati cappuccini. Danneggiato dal terremoto del 1783, fu definitivamente soppresso nel 1808.

### Terme di Galatro
Data la presenza di sorgenti di acque sulfuree il comune, è conosciuto soprattutto per gli stabilimenti termali. Le acque sgorgano a 37 °C dalla fonte di Sant'Elia, così denominata per la presenza di un monastero basiliano, di cui se ne conservano i resti, e vengono classificate come acque solfuree-salso-iodiche. La sorgente si trova a circa 2 km dal paese, in una stretta gola del monte Livia. L'attuale stabilimento termale nasce dal restauro di quello edificato nel 1882, poco più a valle delle sorgenti.
A scoprire le qualità terapeutiche delle acque galatresi si vuole siano stati quei monaci basiliani che in seguito alle scorrerie saracene del 915 - e nel corso delle quali il loro cenobio di Tauriana venne completamente distrutto - cercarono rifugio sulle montagne di Galatro ove, successivamente, edificarono un nuovo convento greco ortodosso dedicato a Sant'Elia; nome che, poi, attribuirono anche alle acque delle quali essi stessi ne diffusero l'uso.
Per lunghi secoli, l'utilizzo delle acque termali avvenne in maniera molto semplice e rudimentale; fino al 1891, infatti, i pazienti erano costretti a «bagnarsi» in alcune gore naturali, in prossimità delle sorgenti, o in rozzi tini di legno sistemati alla meglio sul greto del fiume e protetti dagli occhi dei curiosi mediante deboli ed incerte pareti costruite con canne e frasche di elci. 
La realizzazione del primo fabbricato termale è legata al nome dell'avvocato Giovambattista Buda che con vero spirito imprenditoriale diede a Galatro una struttura sociale di primaria importanza, riuscendo a richiamare nella valle del Fermano migliaia di infermi all'anno.
Dopo circa un secolo di varie vicissitudini umane, di passaggi di proprietà e di cambi di gestione, lo stabilimento termobalneare di Galatro tornava ad essere di proprietà del comune grazie all'opera del sindaco Bruno Marazzita. Anche il nuovo palazzo delle Terme è stato ideato e voluto dall'amministrazione con a capo il sindaco Bruno Marazzita.

## Società

### Evoluzione demografica
Abitanti censiti

### Religione
La religione più diffusa è quella cattolica di rito romano. La città fa parte della diocesi di Oppido Mamertina-Palmi e del vicariato di Polistena. Il territorio comunale attualmente appartiene ad un'unica parrocchia, intitolata a San Nicola e Maria Santissima della Montagna.

## Infrastrutture e trasporti
Il comune è interessato dalle seguenti direttrici stradali:

## Amministrazione
Periodo:1946-1956
Carica:Sindaco
Nome:Rocco Calla`
Partito:PSI
| Periodo                                       | Periodo         | Primo cittadino         | Partito                            | Carica                  | Note   |
| --------------------------------------------- | --------------- | ----------------------- | ---------------------------------- | ----------------------- | ------ |
| 24 giugno 1985                                | 7 giugno 1990   | Francesco Galluzzo      | Partito Socialista Italiano        | Sindaco                 | [ 14 ] |
| 6 novembre 1960-14 maggio 1985/17 giugno 1990 | 13 gennaio 1992 | Bruno Antonio Marazzita | Democrazia Cristiana               | Sindaco                 | [ 15 ] |
| 13 gennaio 1992                               | 19 giugno 1993  | Massimo Nicolò          |                                    | Commissario prefettizio | [ 16 ] |
| 19 giugno 1993                                | 28 aprile 1997  | Nicola Angelo Cuppari   | Partito Democratico della Sinistra | Sindaco                 | [ 17 ] |
| 28 aprile 1997                                | 14 maggio 2001  | Nicola Angelo Cuppari   | Lista civica di centro-sinistra    | Sindaco                 | [ 18 ] |
| 14 maggio 2001                                | 30 maggio 2006  | Giovanni Papa           | Lista civica di sinistra           | Sindaco                 | [ 19 ] |
| 30 maggio 2006                                | 17 maggio 2011  | Carmelo Panetta         | Lista civica                       | Sindaco                 | [ 21 ] |
| 17 maggio 2011                                | 6 giugno 2016   | Carmelo Panetta         | Lista civica                       | Sindaco                 | [ 22 ] |
| 6 giugno 2016                                 | 5 ottobre 2021  | Carmelo Panetta         | Lista civica                       | Sindaco                 | [ 23 ] |
| 5 ottobre 2021                                | in carica       | Sandro Sorbara          | Lista civica                       | Sindaco                 | [ 24 ] |